# Complexe Farahabad
 (août 2019).
Le complexe Farahabad est un ensemble de monuments liés aux vestiges de la vieille ville de Farahabad. Il a été construit pendant le règne Abbas Ier le Grand,.

## Galerie

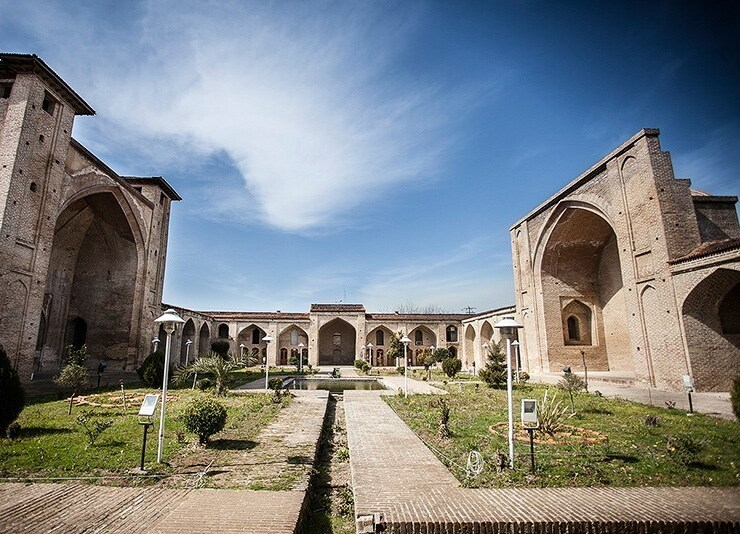
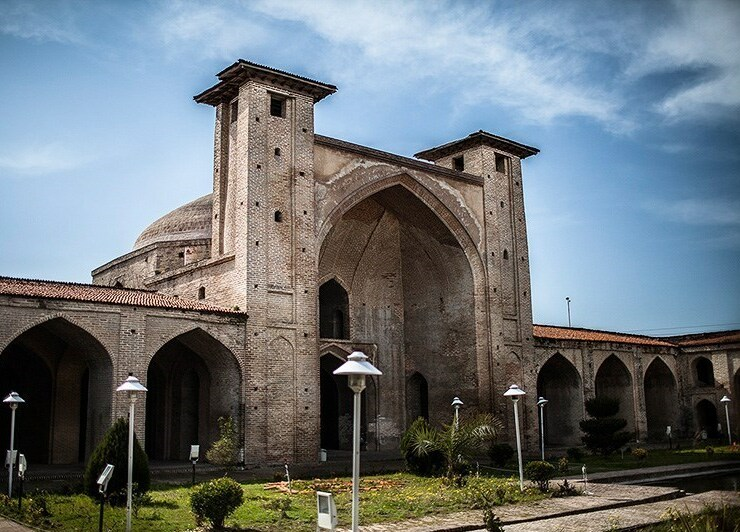
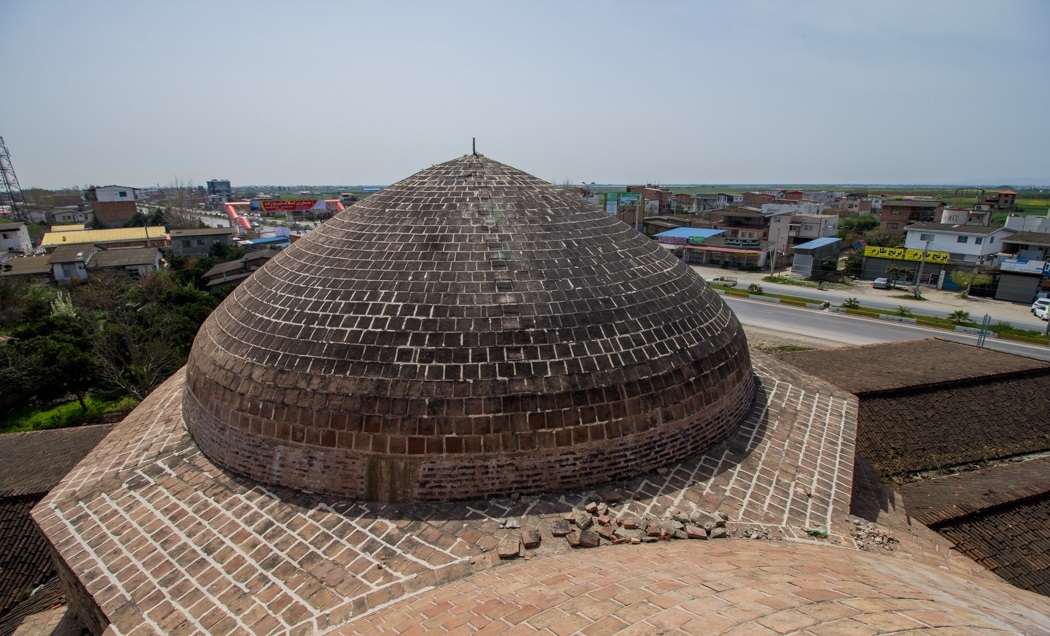
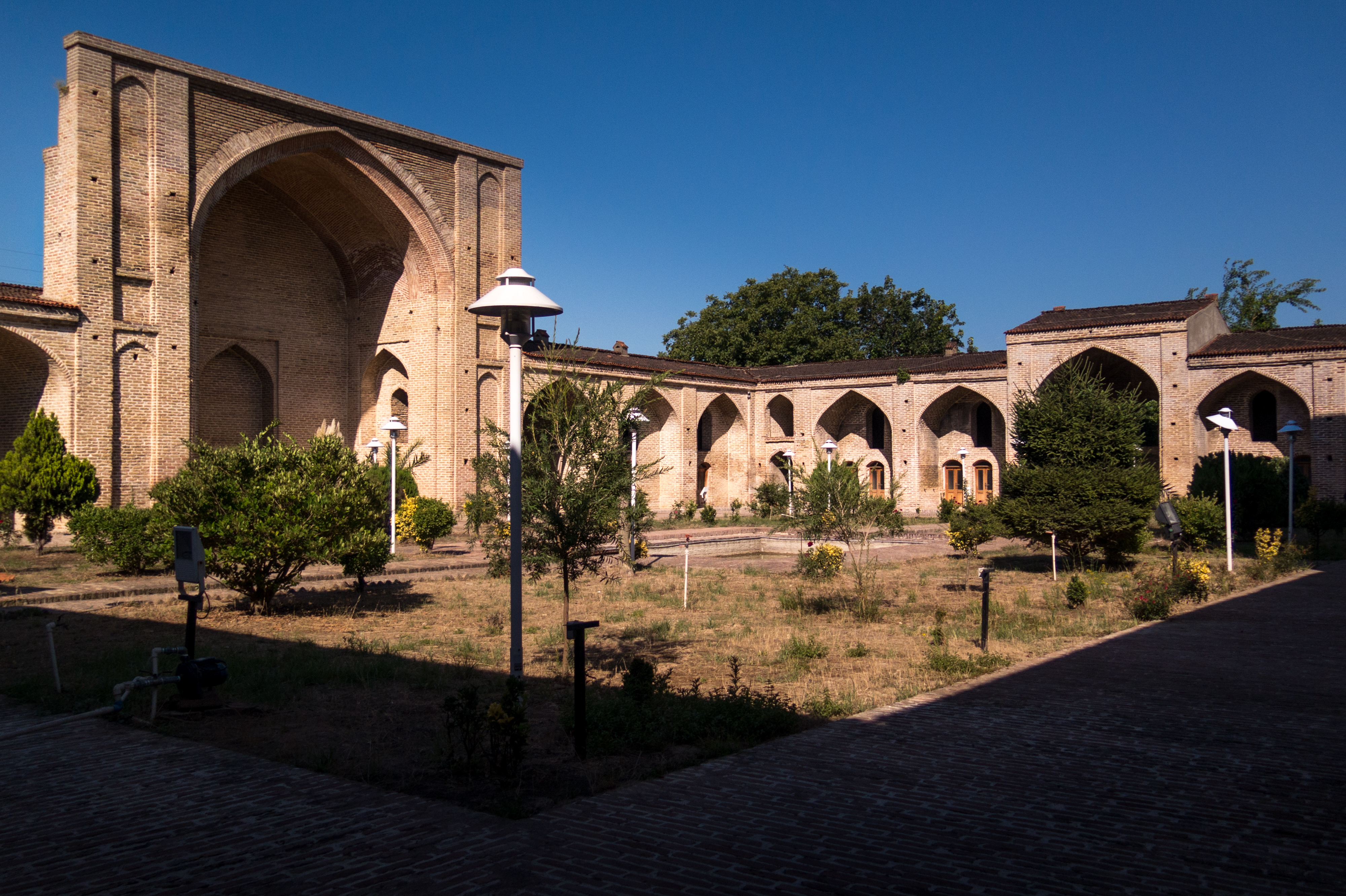
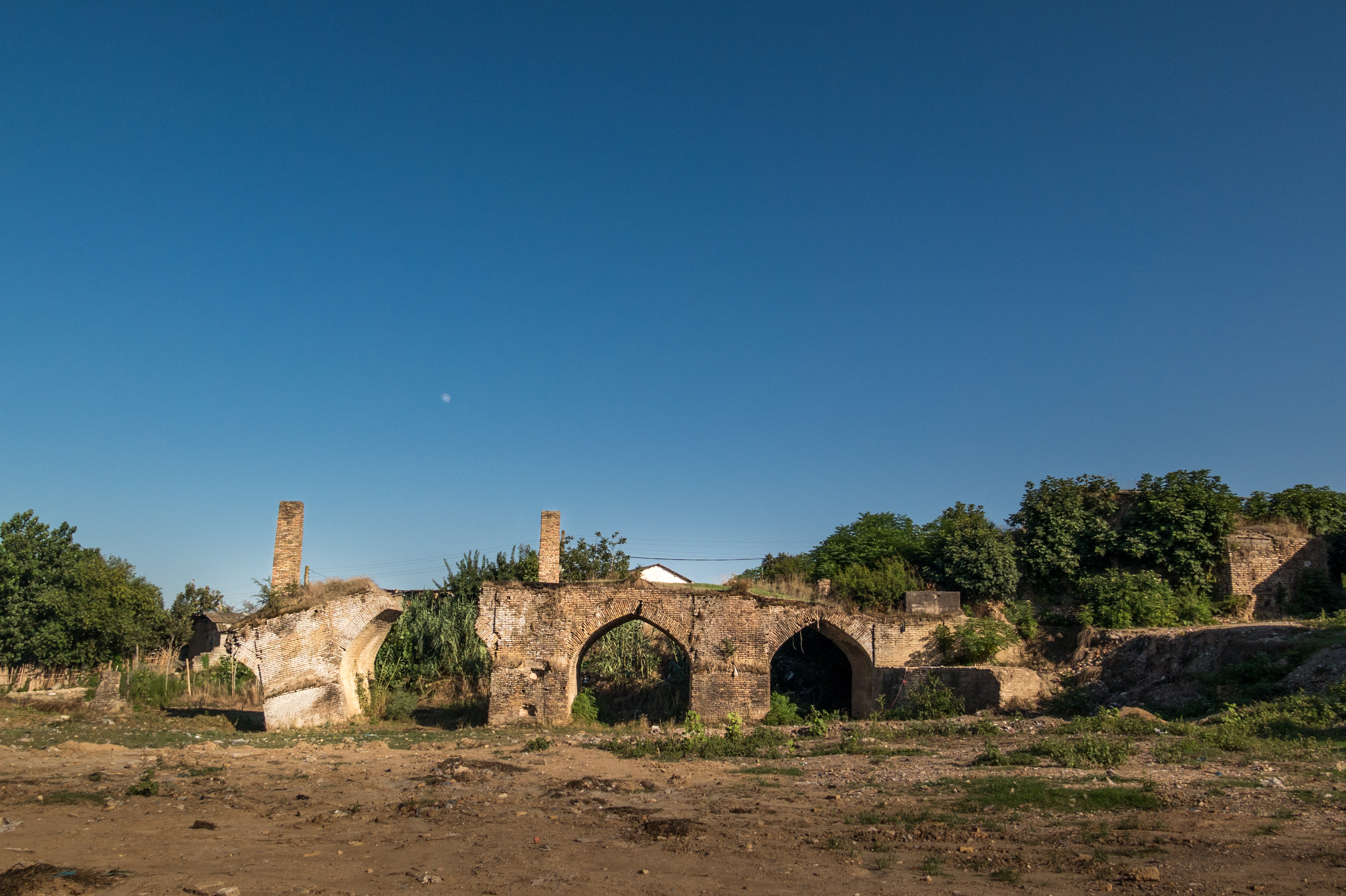
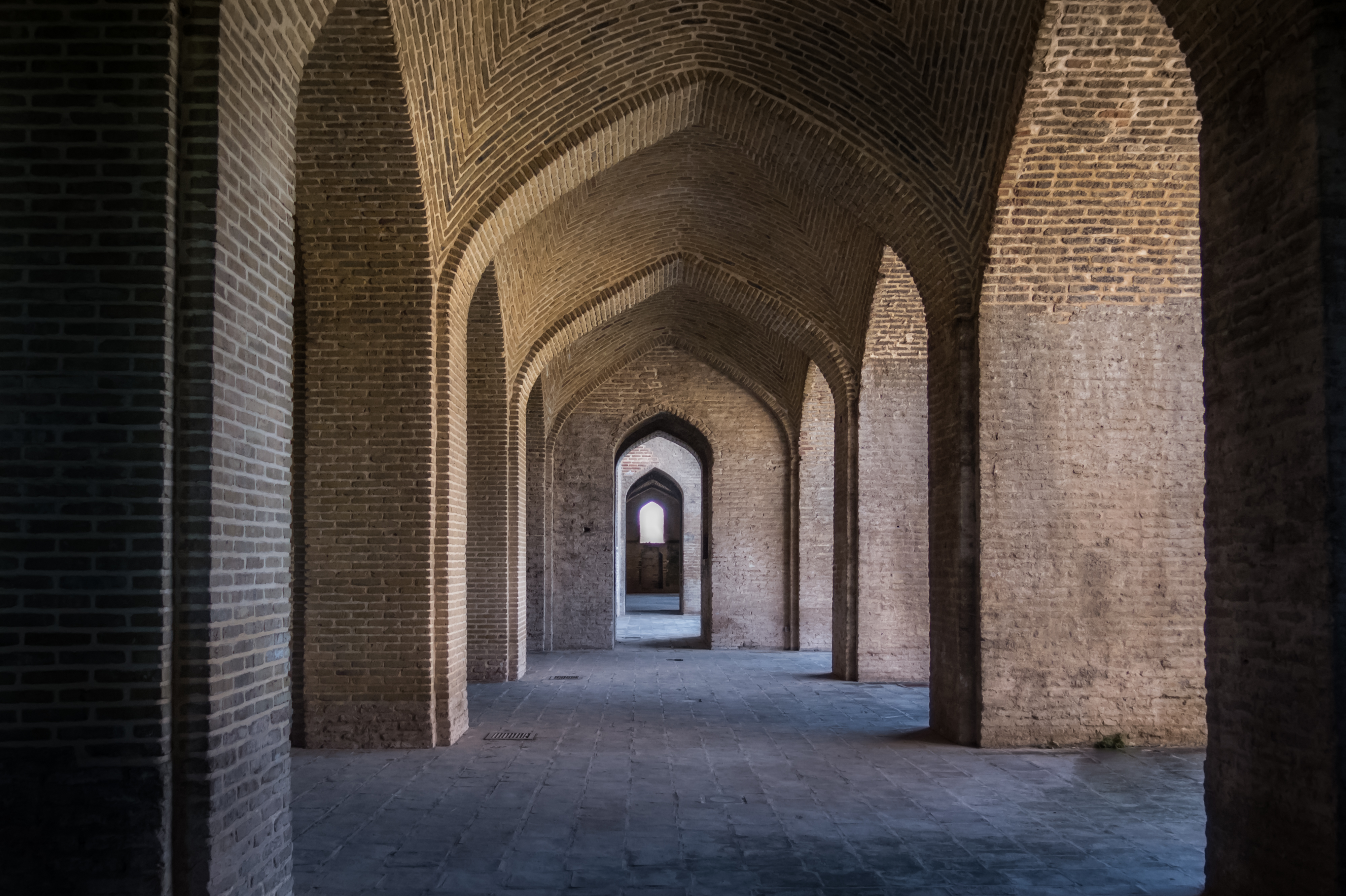
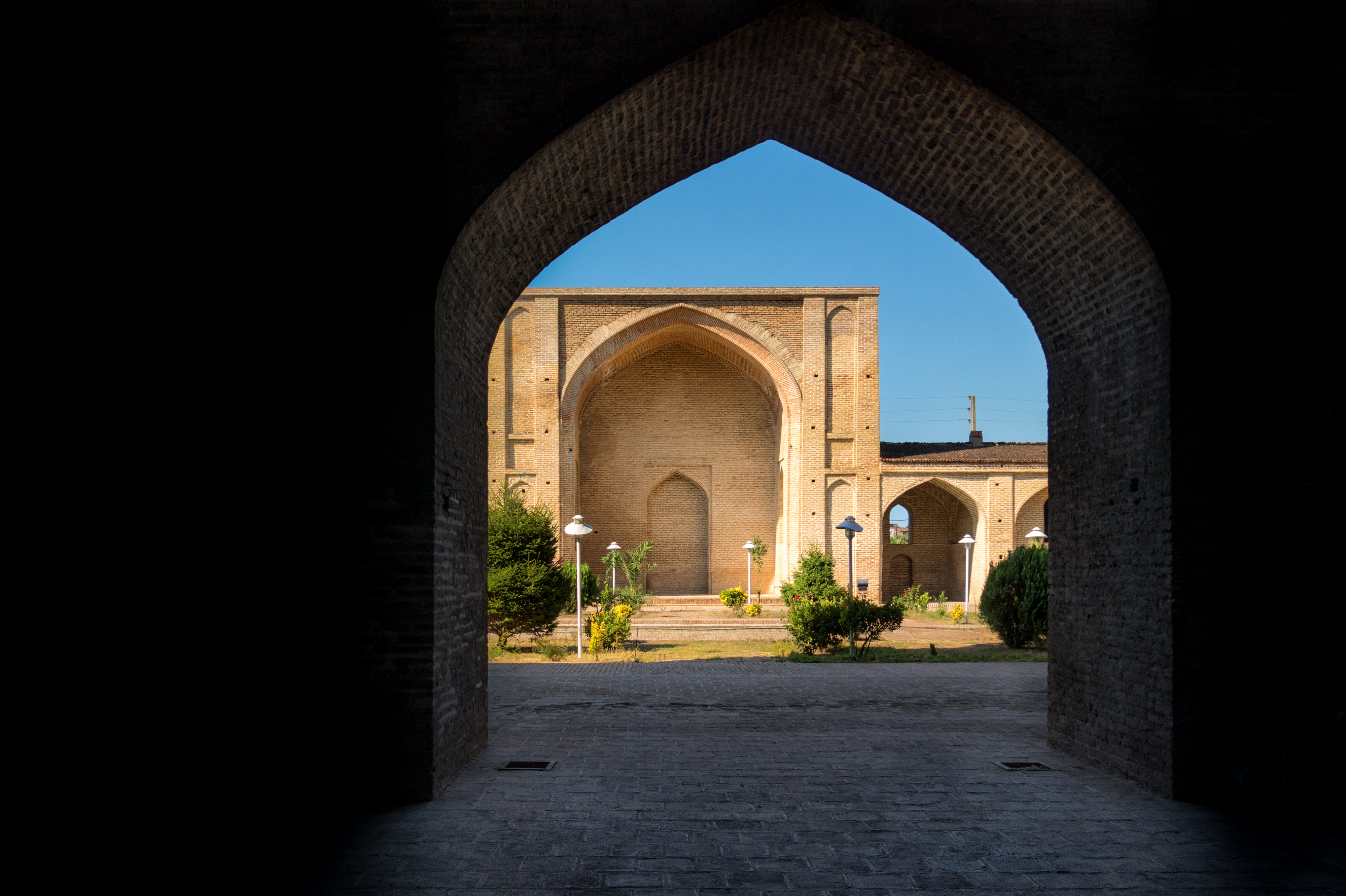
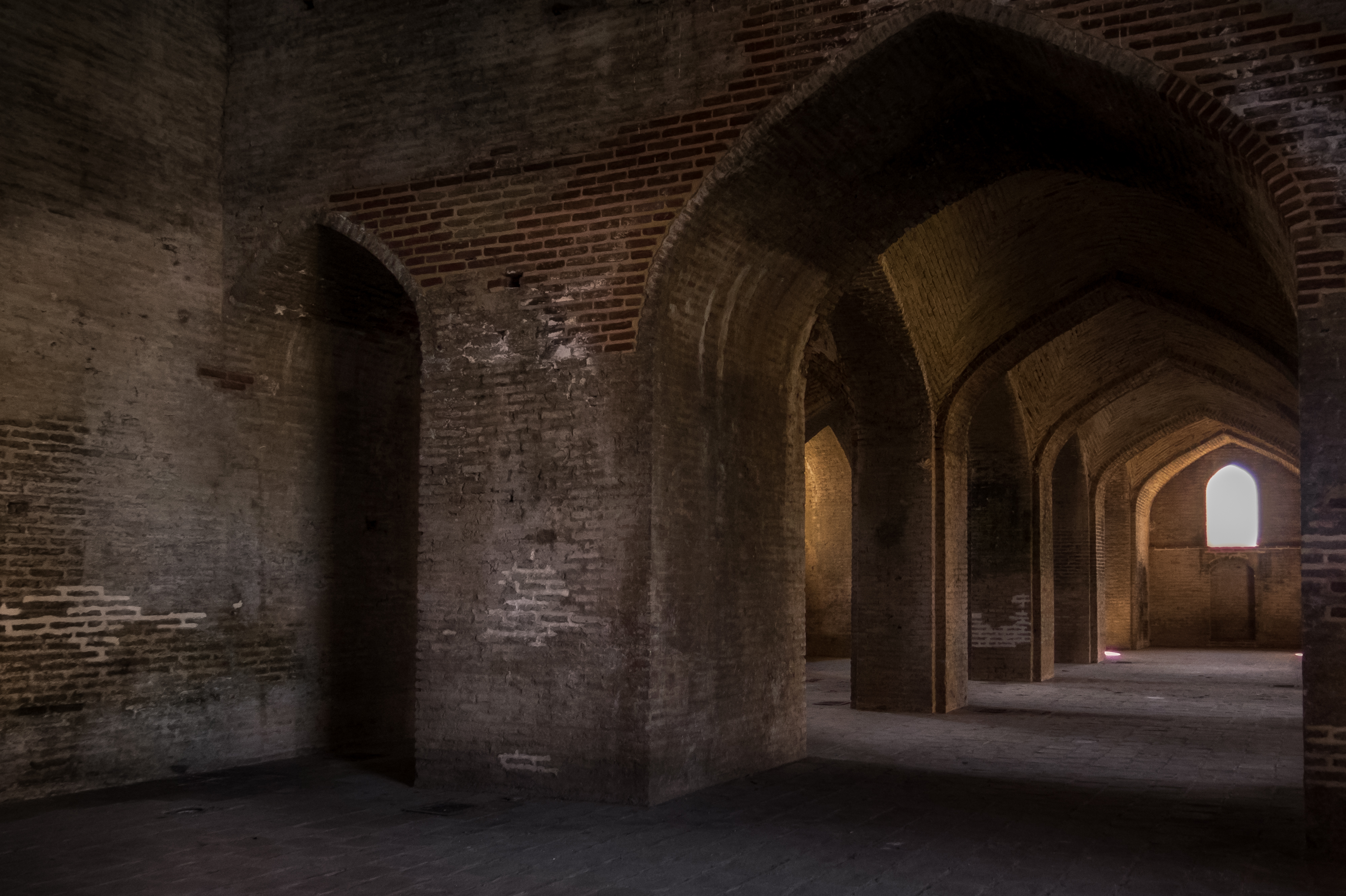
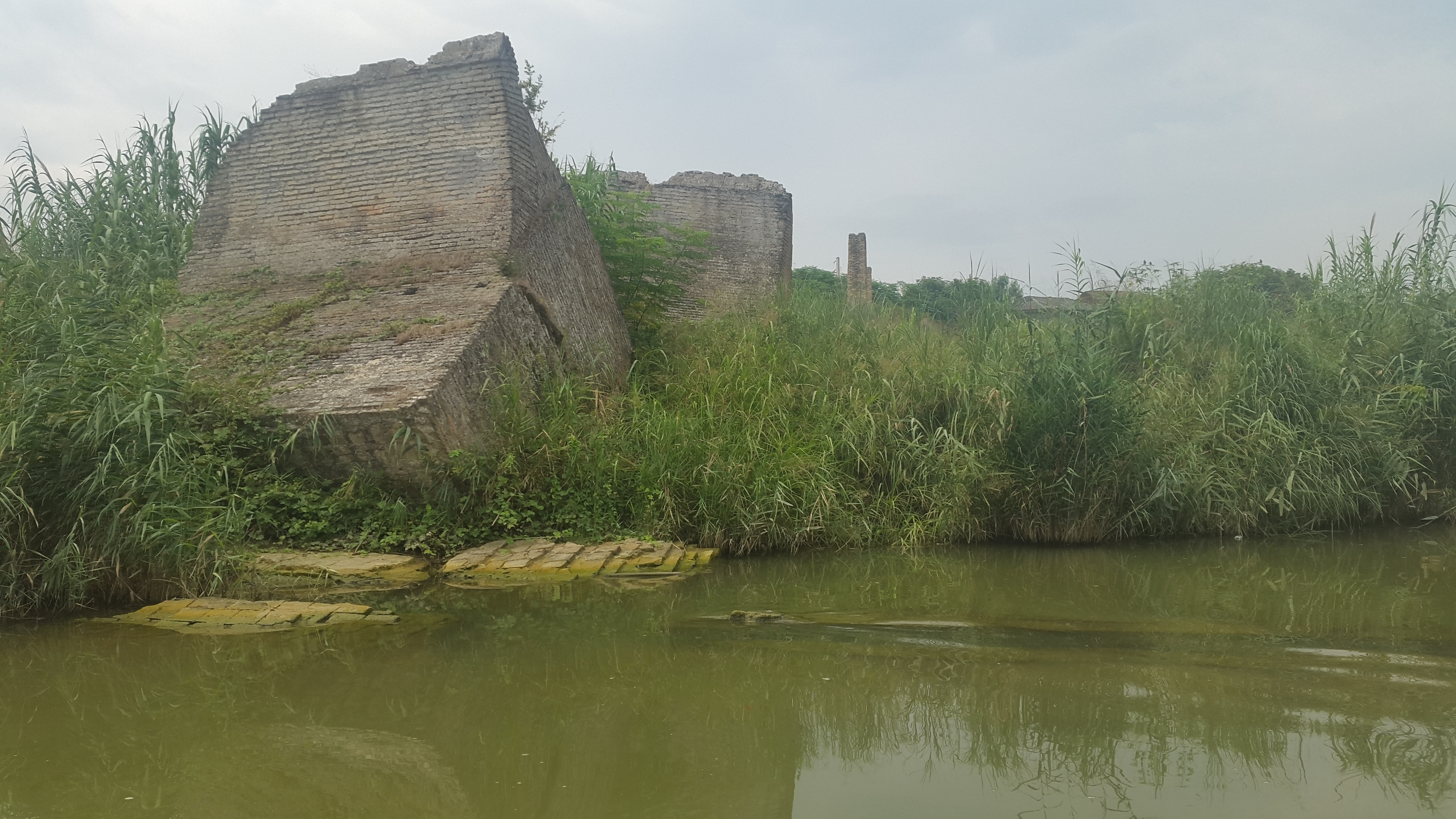
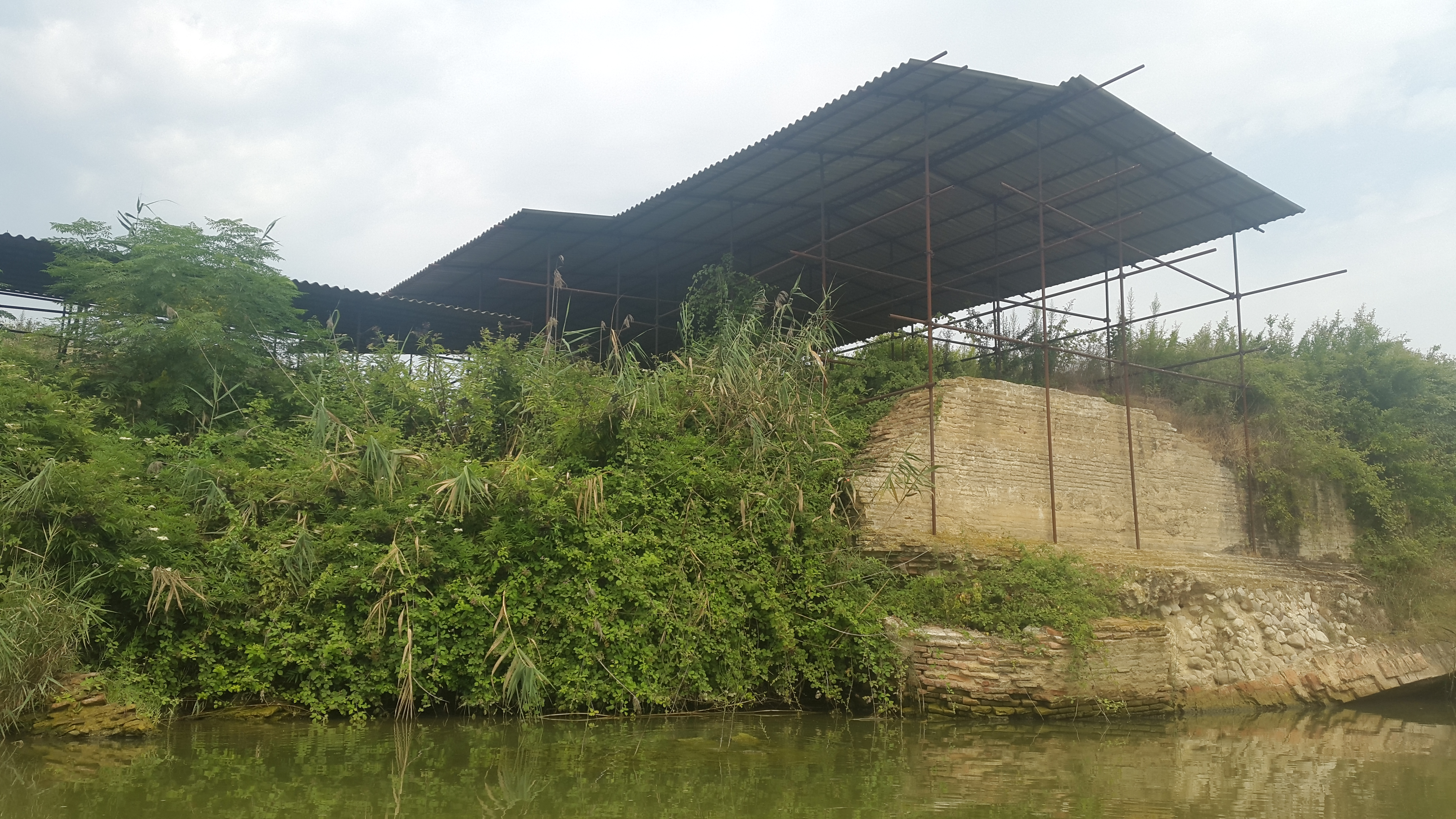